# Sorelle Milanollo

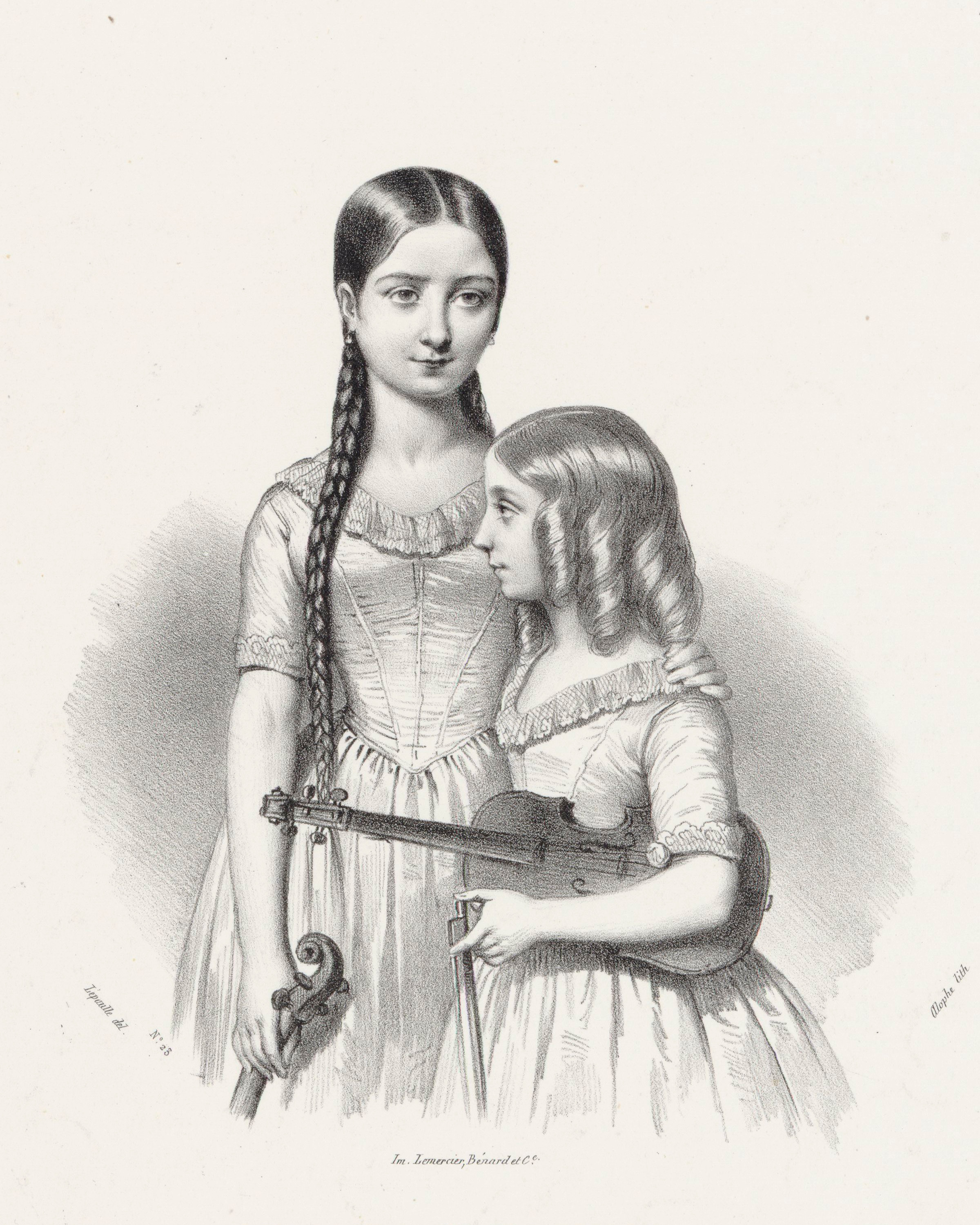
Teresa e Maria Milanollo in una litografia di Marie-Alexandre Alophe

Le sorelle Teresa Milanollo (Savigliano, 28 agosto 1827 – Parigi, 25 ottobre 1904) e Maria Milanollo (Savigliano, 1832 – Parigi, 21 ottobre 1848) furono due violiniste italiane che raggiunsero grande notorietà in Europa a metà Ottocento.

## Biografia
Teresa e Maria nacquero in una famiglia numerosa, da padre artigiano. 
Nel 1836 la famiglia si trasferì in Francia, così da permettere a Teresa di trovare fortuna, avendo lei dimostrato grande talento artistico nonostante avesse insegnanti poco talentuosi e suonasse con violini di bassa qualità. All'epoca, Teresa aveva nove anni e Maria quattro. 
Teresa Milanollo ebbe maestri importanti, quali Charles Philippe Lafont, François Habenek e Charles Auguste de Bériot. Iniziò a esibirsi in pubblico già da giovane; tali esibizioni, tuttavia, erano talvolta organizzate da impresari senza scrupoli che pianificavano tournée fitte ed estenuanti, che lasciavano la bambina senza forze. 
Nel 1838 ebbe luogo il primo concerto in coppia, eseguito con la sorella Maria di appena sei anni. Quest'ultima non ebbe mai altri maestri se non la sorella. 
Il 1841 fu l'anno di svolta per Teresa: 
- dapprima un concerto trionfale eseguito davanti a importanti professori del Conservatorio di Parigi, tra i quali Auber e Berlioz, che la consacrarono violinista di livello europeo;
- poi, la conoscenza di C. De Beriot, che divenne il maestro prediletto di Teresa e dal quale lei apprese il metodo delle scuole Viotti e Sivori, acquisendo così una tecnica personalissima e invidiabile.

Il periodo dal 1842 al 1848 fu, per le due giovani, un susseguirsi di tournée sempre più frenetiche e di successo, che le portarono a essere acclamate presso tutti i paesi, le corti e i teatri europei.
Nell'agosto 1848, Maria si ammalò nella casa di Malzéville, presso Nancy, ossia la prima abitazione che famiglia Milanollo si era potuta permettere dopo anni di vita nomade. Aggravatasi, venne trasferita il 15 settembre a Parigi, dove morì il 21 ottobre a causa della tubercolosi.  
Teresa, nonostante il grande dolore per la perdita della sorella, a partire dal 1849 si dedicò completamente alla vita da concertista, perfezionando lo stile e componendo partiture proprie. Questo periodo di grande prolificità perdurò fino al 6 aprile 1857, quando eseguì il suo ultimo concerto a Nancy. 
Il 15 aprile 1857 Teresa si sposò, sempre a Malzéville, con Teodoro Parmentier, suo grande ammiratore - e ufficiale dell’esercito francese - che condivideva con lei la passione per la musica e le arti. Da allora abbandonò le scene, con rare eccezioni per spettacoli di beneficenza. Proprio alcuni di questi divennero memorabili e imitati in seguito da altri artisti: si tratta dei "concerti per i poveri", spettacoli riservati ai bambini delle famiglie disagiate, accompagnati dai genitori.  
Per vent'anni Teresa seguì il marito nei continui spostamenti imposti alla sua carriera militare, finché nel 1878 la coppia, senza figli, si trasferì definitivamente a Parigi. 
Teresa tornò a Savigliano due volte, nel 1874 e nel 1888. In onore delle artiste, il Teatro Civico di Savigliano prese il nome di "Teatro Milanollo". 
Teresa morì il 25 ottobre 1904 a Parigi e fu sepolta nel cimitero di Père-Lachaise con la sorella Maria ed altri familiari. Nelle sue ultime volontà si dimostrò molto generosa, tanto verso i poveri quanto verso i giovani che, a causa di difficoltà economiche, non potevano permettersi lo studio della musica: motivo per cui destinò consistenti lasciti sia al Conservatorio di Milano che a quello di Parigi.

## La donazione Milanollo alla città di Savigliano
Il generale Parmentier rispettò alla lettera la volontà testamentaria della moglie, che stabiliva di destinare a Savigliano i ricordi suoi e della sorella Maria: opere musicali di sua composizione (edite ed inedite), ritratti fotografici, incisioni, sculture e souvenirs artistici ricevuti dagli ammiratori. 
Gli oggetti - spediti da Parigi nel 1906 - diedero motivo di allestire una "sala Milanollo" nei locali delle scuole elementari maschili, preludio alla nascita di un museo delle "glorie" saviglianesi. 
La donazione Milanollo, che si avvale dal 2007 di un nuovo allestimento all'interno del Museo civico, è significativa per vari motivi: documenta la straordinaria fortuna iconografica di Teresa e Maria, l'ammirazione sconfinata dei loro contemporanei e il gusto decorativo di molti oggetti che rievocano la sensibilità romantica di metà Ottocento.

## I violini delle sorelle Milanollo
Le due sorelle possedettero violini molto importanti, soprattutto Teresa. Secondo le sue volontà testamentarie, alla sua morte gli strumenti raggiunsero destinazioni e destinatari variegati. Il vedovo, il generale Parmentier, lasciò degli appunti, riguardo alla destinazione degli strumenti più preziosi, in cui li elenca e ne indica i destinatari:
- uno Stradivari del 1728;
- un Gasparo da Salò;
- un Bergonzi, strumento prediletto da Teresa;
- un Amati;
- un Silvestre;
- un Thibout;
- uno pseudo-Gagliano.

## Nella cultura di massa

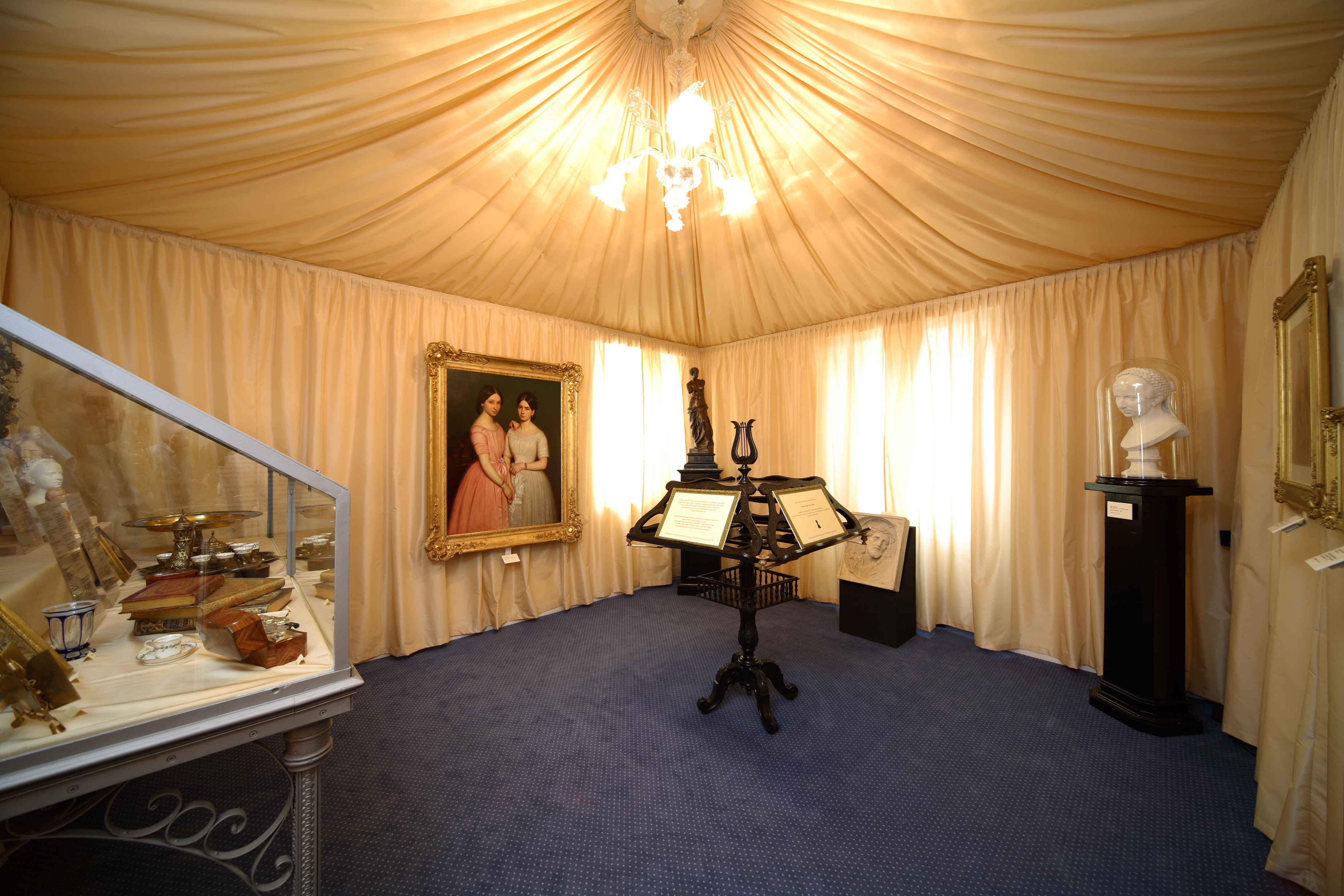
La saletta Milanollo

Nel 1846, Adalbert Stifter scrisse il romanzo Due sorelle, ispirato dall'emozione provata assistendo a un concerto delle sorelle Milanollo.
Nel 2007, le vicende del violino Stradivari "Milanollo" ispirarono il racconto lungo Moi, Milanollo, fils de Stradivarius, di Jean Diwo, edito da Flammarion a Parigi.
Nel 2014, l’amministrazione comunale di Savigliano e il Museo civico "Antonino Olmo", con l’appoggio tecnico dell’associazione "Amici della Musica", pubblicò un cd dal titolo Musica Immortale. In onore di Teresa Milanollo, utilizzando per la prima volta gli spartiti inediti per violino e pianoforte composti da Teresa e da lei stessa destinati a Savigliano come legato testamentario, insieme ai souvenir della carriera artistica sua e della sorella Maria.

## Discografia
- Musica Immortale. In onore di Teresa Milanollo, Savigliano, 2014.